# 大城朝恕
大城 朝恕（おおしろ ちょうじょ、1888年 - 1939年）は、沖縄県出身の空手家。
首里大中町に生る。
県立工業高校の教職の傍ら同校生徒に空手を指導する。
沖縄第一の棒者知念親雲上三良の直弟子で、その棒術は沖縄県下一品であった。
金城が多くの影響を受けたのは、少年時代（中学二年以降）からの師だった大城朝恕である。大城は学校系統の唐手家（工業学校教師）ながら、平安を教えず、首里手の格闘技法の研究に熱心だった。大城の友人だった道場系統の喜屋武にもこの傾向があり、徳田安文らの学校教師は別として、首里手回帰の傾向が強かった。

## 来歴
1925年、吉田安昌から「各流派合同で道場を設け、総合的研究を含めて教える」ことの提案があり、10月、沖縄で初めての空手道場「唐手研究会」が「沖縄空手研究倶楽部」に改組設立。指導は許田重発、宮城長順、本部朝勇、花城長茂、大城朝恕　知花朝信、中国拳法の呉賢貴も参加。主任教授に摩文仁賢和、宮城長順が就任。

## 逸話
大城の道場では、金城裕が習った時期よりも前まで、サクと呼ばれる木剣を使った打ち込み稽古を行っていた。これにより、松村宗棍から示現流が受け継がれていたことがわかる。

## 弟子
- 遠山寛賢
- 金城裕
- 仲地清徳
- 泉川寛得